# 松林靖明
松林 靖明（まつばやし やすあき、1942年(昭和17年)11月9日 - 2016年(平成28年)4月20日）は、日本の国文学者、甲南女子大学学長。中世日本文学専攻。
東京生まれ。早稲田大学文学部国文科卒。帝塚山短期大学助教授、甲南女子大学教授、2011年より学長。

## 著書
- 『室町軍記の研究』和泉書院、1995

### 校注
- 『新撰日本古典文庫 承久記』校註　現代思潮社、1974
- 『室町軍記赤松盛衰記 研究と資料』矢代和夫、萩原康正、鈴木孝庸共編　国書刊行会、1995
- 『別所記 研究と資料』山上登志美共編著 和泉書院、1996
- 『新編日本古典文学全集 将門記 陸奥話記 保元物語 平治物語』柳瀬喜代志、犬井善壽、矢代和夫、信太周共校注・訳 小学館、2002

## 参考
- J-GLOBAL
- 『新編日本古典文学全集』校注者紹介